# Chiang Rai (província)
La província de Chiang Rai (en tailandès, เชียงราย) és una de les setanta-sis províncies de Tailàndia. És la província situada més al nord del país. Limita amb l'estat Shan de Myanmar, al nord; amb la província de Bokeo de Laos, a l'est; amb Phayao, al sud, amb Lampang, al sud-oest; i amb la Província de Chiang Mai, a l'oest. La província està unida amb Houayxay, Laos, amb el pont de Houei Sai, sobre el riu Mekong.
La província té una superfície de 11.503 km2, cosa que la situa com la dotzena més gran de l'estat. El 2019 té 1.298.304 habitants, que la situen com la quinzena més poblada de Tailàndia. Té una densitat de població de 113 habitants per quilòmetre quadrat. Chiang Rai és la capital de la província.

## Geografia
La província de Chiang Rai té una altitud mitjana de 580 sobre el nivell del mar. El nord de la província està en el Triangle Daurat, on convergeixen els estats de Tailàndia, Myanmar i Laos. Aquesta zona és una zona de producció agrària de cafè, pinyes, cocos i bananes. El riu Mekong és el límit natural de Chiang Rai amb Laos i els rius Mae Sai i Ruak, amb Myanmar. Per la ciutat de Chiang Rai flueixen el riu Kok i el riu Lao, tributari de l'anterior.
La part oriental de la província és sobretot planera, ja que està situada a les ribes dels rius. Les parts septentrionals i occidentals són relativament elevades; a l'oest hi ha les terres altes de Tailàndia, les Muntanyes de Khun Tan i les Muntanyes de Phi Pan Nam, i al nord hi ha les montanyes de Daen Lao. El punt més elevat de la província és el mont Doi Tung, que està situat a 1.389 metres sobre el nivell del mar. Al capdamunt d'aquesta montanya hi ha el temple Phra That Doi Chom Thong (datat de l'any 911). A prop hi ha l'antiga residència de la princesa mare Somdej Phra Srinagarindra (mare del rei Bhumibol Adulyadej). Gràcies a ella, els grups humans de les montanyes de la zona han deixat de cultivar el cannabis i han fet plantacions d'altres plantes com el cafè, la banana, el coco i la pinya.
La província té 4.585 quilòmetres quadrats de territori forestal, que representa el 39,9% de la província.

### Parcs nacionals
La província de Chiang Rai disposa de set parcs nacionals:
- Parc Nacional de Doi Luang, 1169 km2
- Parc Nacional de Lam Nan Kok, 587 km2
- Parc Nacional de Mae Puem, 351 km2
- Parc Nacional de Phu Sang, 285 km2
- Parc Nacional de Khun Chae, 270 km2
- Parc Nacional de Phu Chi Fa, 93 km2
- Parc Nacional de Tham Luang-Khun Nam Nang Non, 19 km2

## Demografia
El 2019, la província, té 1.298.304 habitants, que la situen com la quinzena més poblada de Tailàndia. Té una densitat de població de 113 habitants per quilòmetre quadrat.
La majoria de la seva població són tai que parlen el tai septentrional (kham muang) entre ells. El 12,5% pertanyen a grups humans de les muntanyes. També hi ha minories de xinesos, molts dels quals són descendents de soldats del Guomindang.

### Grups humans
La província de Chiang Rai és e territori de diversos grups humans:
- Els tais septentrionals (o tais del nord, o tai yuan). Es denominen a si mateixos com khon m(e)ang. El seu territori correspon a l'antic Regne de Lanna, a les nou províncies del nord de Tailàndia.[6] Son originaris de les actuals províncies de Chiang Mai, Lamphun, Lampang i Phrae. Disposen de cases tradicionals de futes decorades.
- Els Shan, grup humà de l'Estat de Shan de Myanmar i de la província de Mae Hong Son. Són cultivadors d'arròs, ramaders i comerciants. Tenen artesania com ceràmica, bronze, tèxtil i objectes de fusta.
- Els Akha són els més nombrosos dels grups humans de les muntanyes. Provenen del Tibet i del sud de la Xina.
- Els lahu (o musor). Són originaris del Yunnan i viuen en zones muntanyenques. Són caçadors i agricultors.
- Els karen viuen a les valls i ribes dels rius.
- Els Chin Haw (o yunnanesos), originaris del Yunnan. Parlen mandarí del sud-oest. Molts són antics membres del Guomindang que van fugir.
- Els Hmong, del sud de la Xina. Són ramaders i agricultors d'arròs, blat de moro i tabac.
- Els dai (o tai lue, o lue). Habiten en cases tradicionals de fusta d'una sola habitació.
- Els lisu del sud de la Xina i el Tibet. Cultiven l'arròs i el blat de moro i són caçadors.
- Els Yao, viuen a les muntanyes i cultiven blat de moro. Són ferrers i artesans de la plata.

## Símbols
El segell de la província és un elefant blanc (símbol reial). El jasmí (Radermachera ignea) és la planta oficial de la província.

## Divisions administratives i govern

Mapa dels 18 districtes de Chiang Rai

Chiang Rai està dividit en 18 districtes (amphoes), que estan subdividits en 124 subdistrictes (tambons) i 1.751 pobles (mubans).
Els districtes de Chiang Rai són:
| - 1. Mueang Chiang Rai - 2. Wiang Chai - 3. Chiang Khong - 4. Thoeng - 5. Phan - 6. Pa Daet - 7. Mae Chan | - 8. Chiang Saen - 9. Mae Sai - 10. Mae Suai - 11. Wiang Pa Pao - 12. Phaya Mengrai - 13. Wiang Kaen | - 14. Khun Tan - 15. Mae Fa Luang - 16. Mae Lao - 17. Wiang Chiang Rung - 18. Doi Luang |

El novembre de 2019, a la província hi ha els següents organismes de govern: l'Organització Administrativa Provincial de Chiang Rai (ongkan borihan suan changwat) i 73 municipis (thesaban). Chiang Rai té l'estatus de ciutat (thesaban nakhon). També hi ha 72 municipalitats de subdistricte (thesaban tambon). Finalment, les zones que no tenen estatus de municipi estan administrades per 70 SAO (Organitzacions Administratives de Subdistricte).

## Història
El 1262 es funda la ciutat de Chiang Rai. Aquesta es va convertir en el centre del regne de Lanna en el segle XIII. Posteriorment, la regió va ser dominada ocupada pels birmans fins al 1786.
El 1910 Chiang Rai esdevé província. Abans formava part de la província de Chiang Mai.
La província de Chiang Rai és un lloc de trànsit dels refugiats Rohingya que fugen de Myanmar.

## Infraestructures

### Transport
A la capital hi ha l'aeroport internacional de Chiang Rai, que té vols que la connecten amb Bangkok i amb altres països. Forma part de la xarxa d'aeroports nacionals (AOT) de tailàndia. El 2013 va tenir més d'un milió de passatgers. Té vols internacionals a ciutats com Macau, Singapur, Kuala Lumpur, Kumming, Haikou, Hangzhou, Changsha, Shenzhen i Chengdu.
Chang Rai està unida amb Laos i Myanmar per via fluvial mitjançant barques.
La província de Chiang Rai no disposa de ferrocarril. L'estació més propera a la província és la de Chiang Mai.
Les carreteres més importants de la província són l'autopista asiàtica 2 (13.000 km), que uneix  Denpasar (Indonèsia) amb Kosravi (Iran), i la ruta asiàtica 3 (7.000 km), que uneix Kentung (Myanmar) amb Ulan-Udè, a Rússia.

## Turisme
Chiang Rai és coneguda pels seus paisatges i el seu patrimoni cultural.
El temple Wat Rong Khun (el temple blanc), és la seva atracció més visitada. Aquest temple, construit per Chalermchai Kositpipat, va obrir les portes el 1997. El Triangle Daurat és una de les seves altres atraccions més destacades. És la zona de frontera de Tailàndia, Myanmar i Laos. Entre els altres atractius turístics, en destaquen el Doi Tung Royal Villa (residència de la mare del rei), el museu Baan Dam, el museu de les tribus de les muntanyes i la catarata Khun Korn.

## Galeria d'imatges

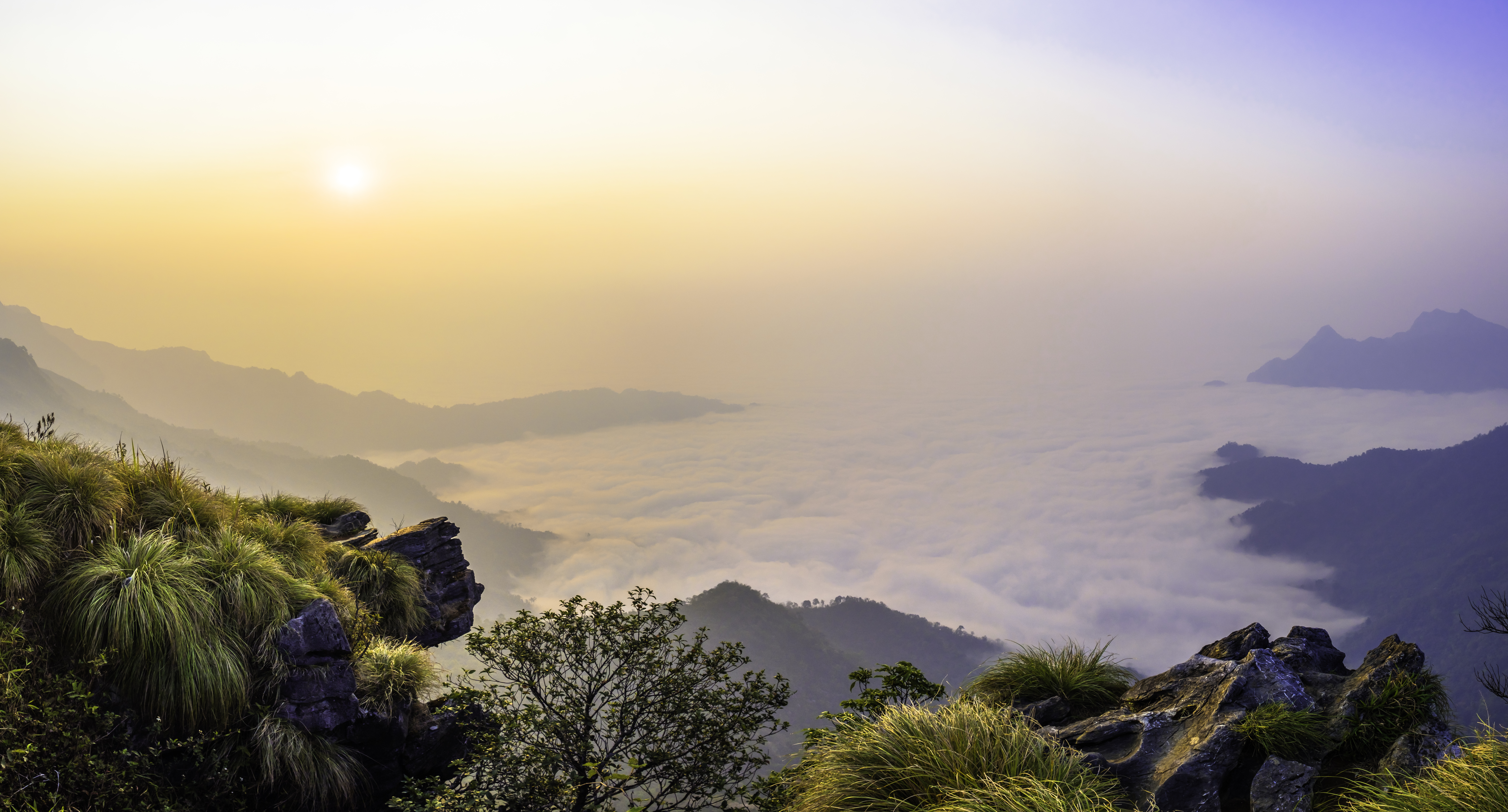
Phu Chi Fa
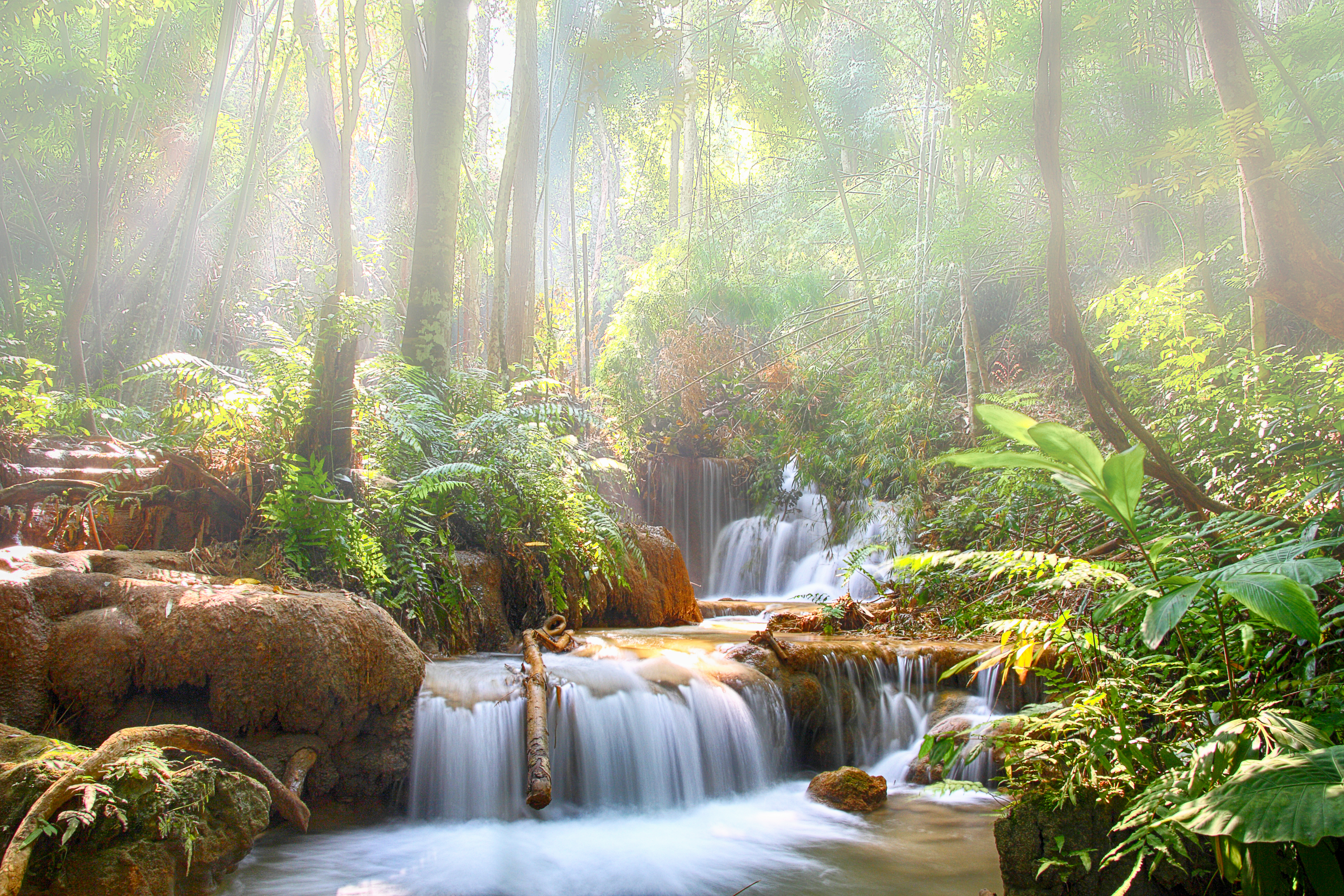
Catarates Pu Kaeng al, Doi Luang National Park
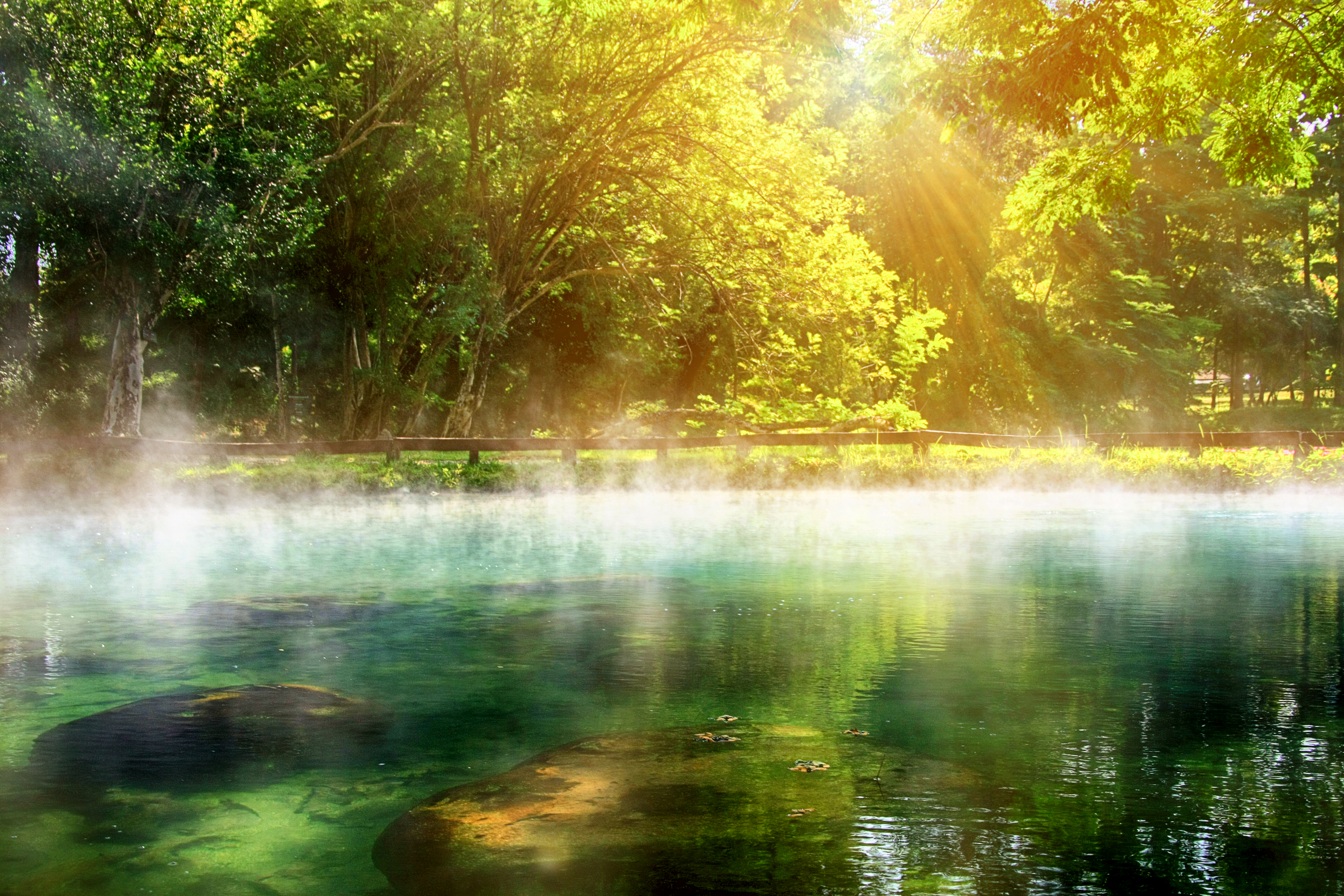
Fonts termals de Huai Mak Liam, al Lam Nam Kok National Park
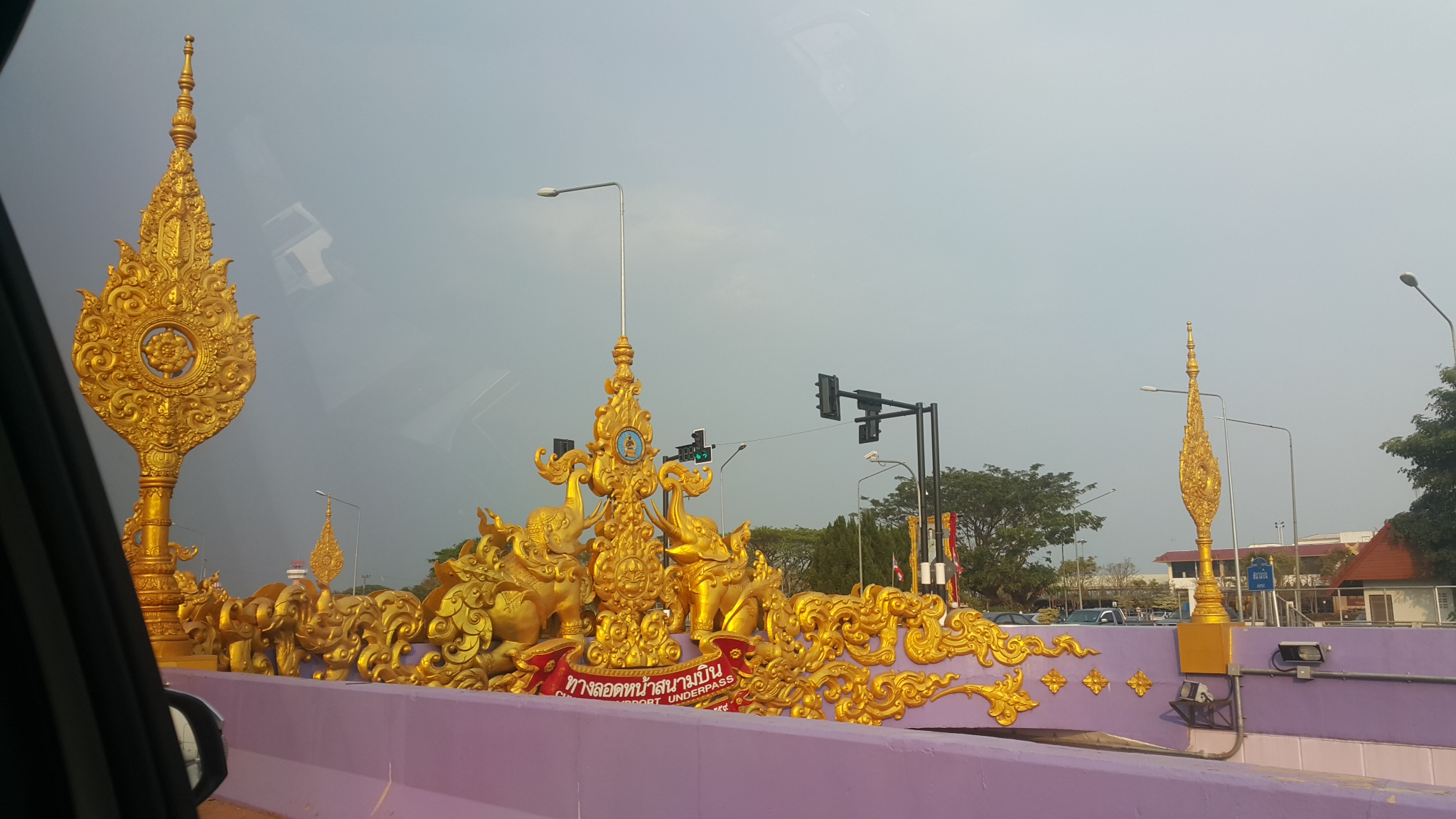
Un túnel de carretera decorat segons l'estil tai
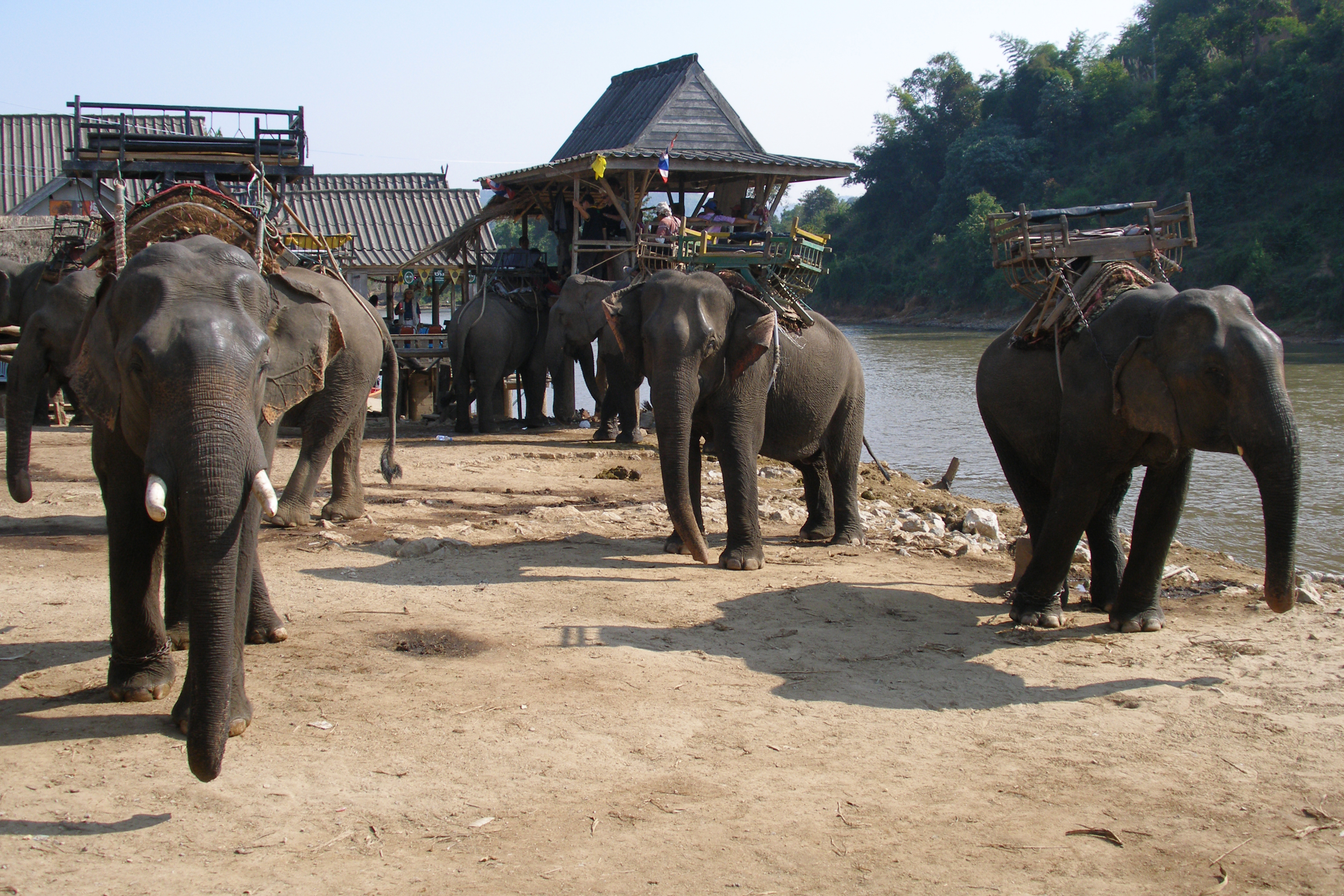
Elefants al riu Kok
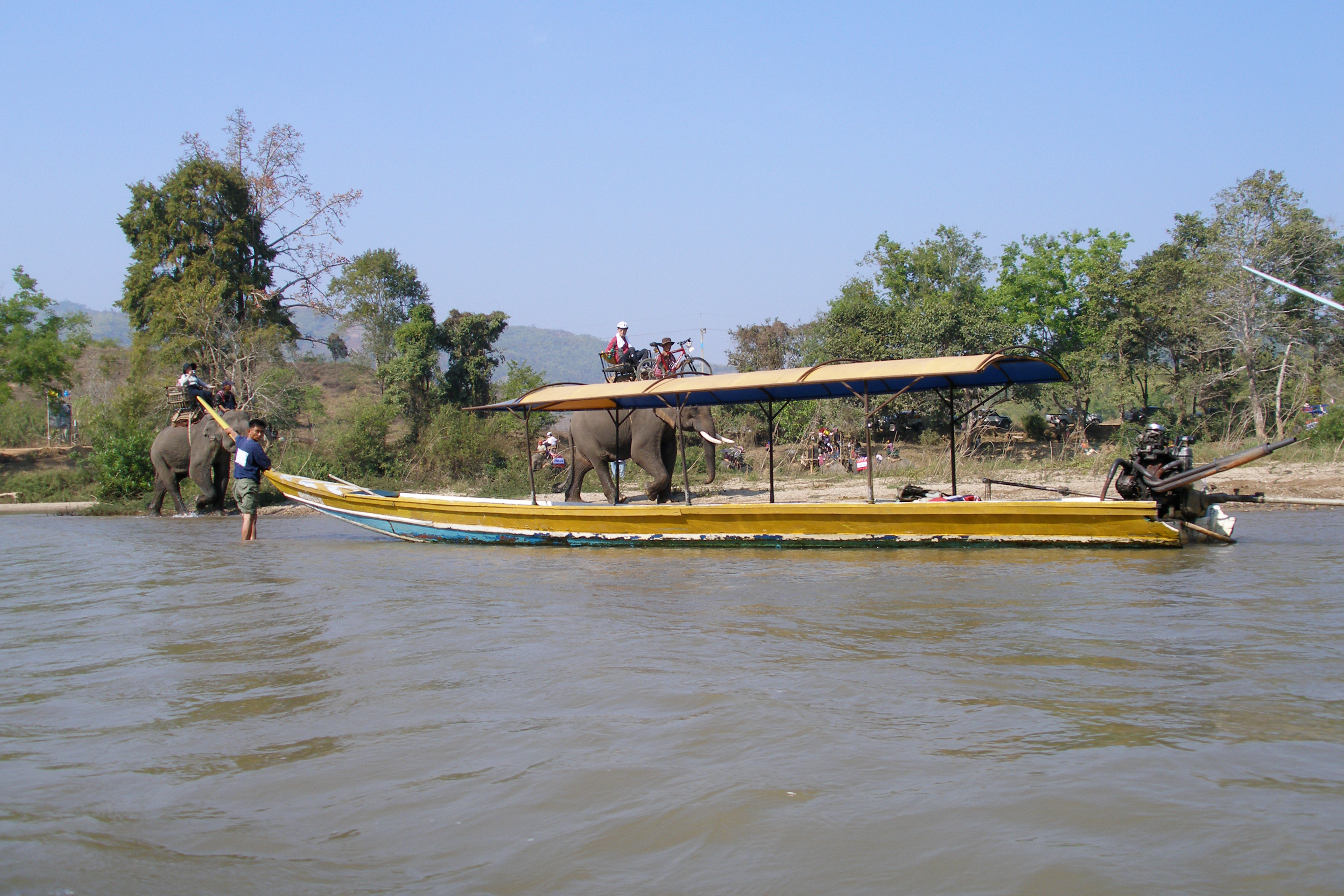
Riu Kok
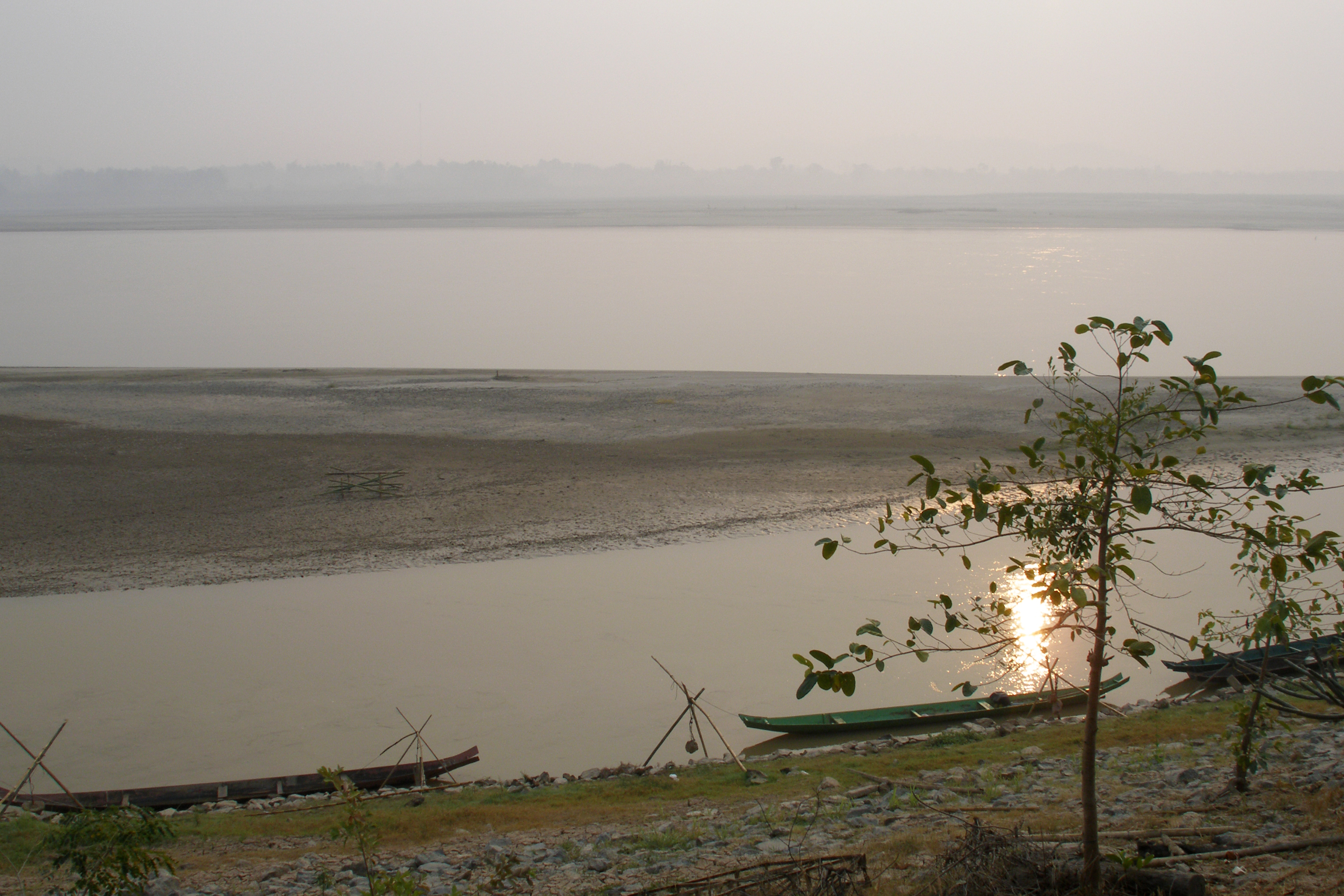
Chiang Saen, al Mekong
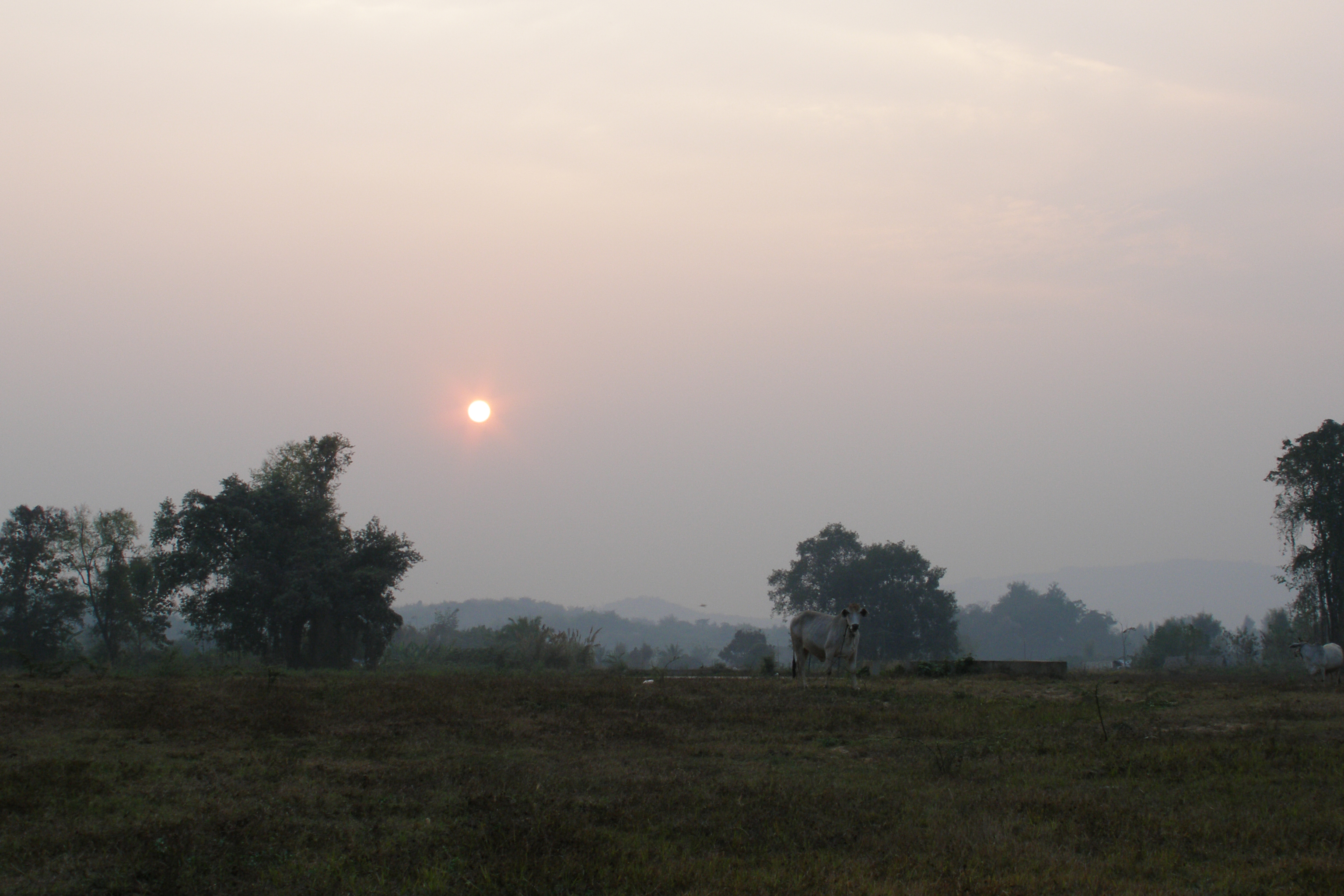
Chiang Saen